# Lecanoideus mirabilis
Lecanoideus mirabilis es un hemíptero de la familia Aleyrodidae, subfamilia: Aleyrodinae.
Fue descrito científicamente por primera vez por Martin, Hérnandez-Suárez & Carnero en 1997.